# Ruinart
Ruinart is een champagnehuis uit Reims dat werd opgericht op 1 september 1729 door Nicolas Ruinart. Het is het oudste champagnehuis. Het huis is sinds 1768 gelegen aan 4 rue des Crayères op de heuvel van Saint-Nicaise in Reims, departement Marne (regio Grand Est) in Frankrijk. 
Het huis is gekend als een Chardonnay-huis. Sinds 1987 maakt Ruinart deel uit van de luxegoederenholding LVMH (Louis Vuitton Moët Hennessy). Sinds 2015 zijn de kelders van het huis een onderdeel van het UNESCO-werelderfgoed “Heuvels, huizen en kelders van de Champagne”. In oktober 2024 werd het nieuwe bezoekerscentrum geopend met de omliggende tuin met kunstwerken.

## Naam en logo

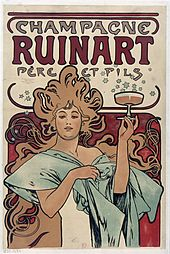
Ruinart, Père et Fils door Alfons Mucha (1860-1939)

Het champagnehuis droeg aanvankelijk de naam Ruinart, Père et Fils. Pas later werd de merknaam vereenvoudigd tot Ruinart. In de gehele geschiedenis van het huis werd het logo slechts éénmaal aangepast, met behoud van zijn historische identiteit.

#### Oud logo
Het oorspronkelijke logo bestond uit de merknaam in gotische stijl uit de 18e eeuw, met een sierlijk en aristocratisch lettertype dat de charme van de Middeleeuwen opriep. Kenmerkend waren de naaldvormige uiteinden, geometrische rondingen, schuine sneden en een delicate verbinding tussen brede letteronderdelen. Het geheel oogde streng en verfijnd, met een excentrieke elegantie.
Het grafisch embleem was een klassiek wapenschild, vastgehouden door twee gekroonde leeuwen. Het schild toonde een wilde roos, twee sterren en een hart – symbolen van koninklijke macht en traditie. Boven het schild stond het oprichtingsjaar, onderaan de slagzin: “Het eerste gevestigde champagnehuis”.

#### Nieuw logo
Het nieuwe logo, ontworpen door het bureau Pierre Kertz, werd gemoderniseerd met behoud van de historische elementen. De merknaam wordt weergegeven in grotere, duidelijkere letters in het speciaal ontwikkelde lettertype Ruinart Gothic, een latinisering van gotische typografie met een verfijnde, elegante uitstraling.
De nieuwe slogan luidt “La plus ancienne maison de champagne” (Het oudste champagnehuis). Het wapenschild werd vereenvoudigd en verkleind, met strakkere lijnen voor de leeuwen, kroon en schild. Het oprichtingsjaar verhuisde van boven naar onder en werd horizontaal gepositioneerd.
De visuele stijl werd lichter en moderner, met een luxe-uitstraling in zachte goudtinten. Waar voorheen een goud-bruine kleur overheerste, bestaat het huidige kleurenpalet uit lichtere goudkleur, wit en diepgrijs tot bijna zwart.

## Geschiedenis
De oorsprong van dit champagnemerk ligt bij de Benedictijn Dom Thierry Ruinart, vertrouweling van de uitvinder van de sprankelende champagne Dom Pérignon, en diens neef Nicolas Ruinart. Thierry Ruinart leefde in de abdij van Hautvillers waar het proces voor de fabricage van sprankelende champagne werd ontdekt. Het champagnehuis Ruinart werd op 1 september 1729 gesticht en is daarmee het oudste nog bestaande champagnehuis. Nicolas Ruinart was textielhandelaar.In 1735 verliet Ruinart de textielindustrie om zich te concentreren op de bloeiende champagnehandel. Dit werd Nicolas' enige bezigheid en de groei was exponentieel – met 170 verkochte flessen in 1730, 3000 flessen in 1731, 36.000 in 1761.
In 1764 richtte Claude Ruinart het bedrijf Ruinart Père et Fils op en liet tegelijkertijd gebouwen bouwen op de locatie van voormalige Gallo-Romeinse krijtgroeven, die in 1931 op de monumentenlijst werden geplaatst.
De productie steeg van 100.000 flessen in 1849 tot 350.000 in 1947.
In 1906 werd de Ruinart Père & Fils Aviation Prize door André Ruinart ingesteld ter bekroning van de eerste vliegenier die het Kanaal tussen Frankrijk en Engeland overstak. Jacques Lesseps, volbracht deze prestatie op 21 mei 1910. Op 2 juni 1910 stak Charles Stewart Rolls met succes het Kanaal over in een Wright-vliegtuig. Ter ere van dit dubbele succes liet André Ruinart twee privépostzegels (zonder nominale waarde) uitgeven, elk met een afbeelding van het vliegtuig dat over het Kanaal vloog.
Het bedrijf werd tot na de Tweede Wereldoorlog door een lid van de familie Ruinart geleid. In 1949 werd Bertrand Mure directeur. Om het bedrijf beter te kunnen financieren ging hij een overeenkomst aan met baron Phillipe de Rothschild. De eigenaar van Château Mouton-Rothschild bij Bordeaux verwierf de helft van de aandelen van Ruinart. De leiding bleef in handen van Bertrand Mure.
In de jaren 1949-1963 verviervoudigde de omzet, maar de kapitaalbehoefte van Ruinart was groter dan het bedrag dat de baron wenste te investeren. Hij gaf de prioriteit aan zijn bezit bij Bordeaux en wenste zijn champagnebelangen te verkopen. 
In 1963 verwierf Moët & Chandon tachtig procent van de aandelen. Bertrand Mure werd in 1973, na volledige samenvoeging van de bedrijven, directeur van de groep Moët-Mercier-Ruinart. Rond 1980 werd een nieuw magazijn gebouwd voor de etikettering en verpakking van flessen.
Sinds 1987 is Ruinart een onderdeel van de LVMH- holding (Louis Vuitton Moët Hennessy), een groot bedrijf dat in luxe producten is gespecialiseerd, ook dit eerste en dus oudste champagnehuis. De LVMH-holding bezit nog een ander aantal champagne-ondernemingen, namelijk Veuve Clicquot en Mercier. Vanwege het bezit van deze grote en beroemde champagnehuizen, verdient de holding aan elke vierde fles champagne die verkocht wordt.
In juni 2022 wordt ter gelegenheid van het aftellen naar het 300-jarig bestaan onthult Maison Ruinart "Habitats", een landschapskunstwerk van de Duitse kunstenaar Nils-Udo, in het hart van de Taissy-wijngaard. Het werk maakt deel uit van een breder wijnbosbouwproject uit 2021, waarbij meer dan 12.000 bomen en struiken in de Taissy-wijngaard zijn geplant. Een jaar later werpt dit werk aan de ontwikkeling van het milieu zijn vruchten af: er zijn zo'n zestig soorten geregistreerd op het Taissy-terrein, waaronder 29 beschermde soorten en 18 erfgoedsoorten.

## Champagnes

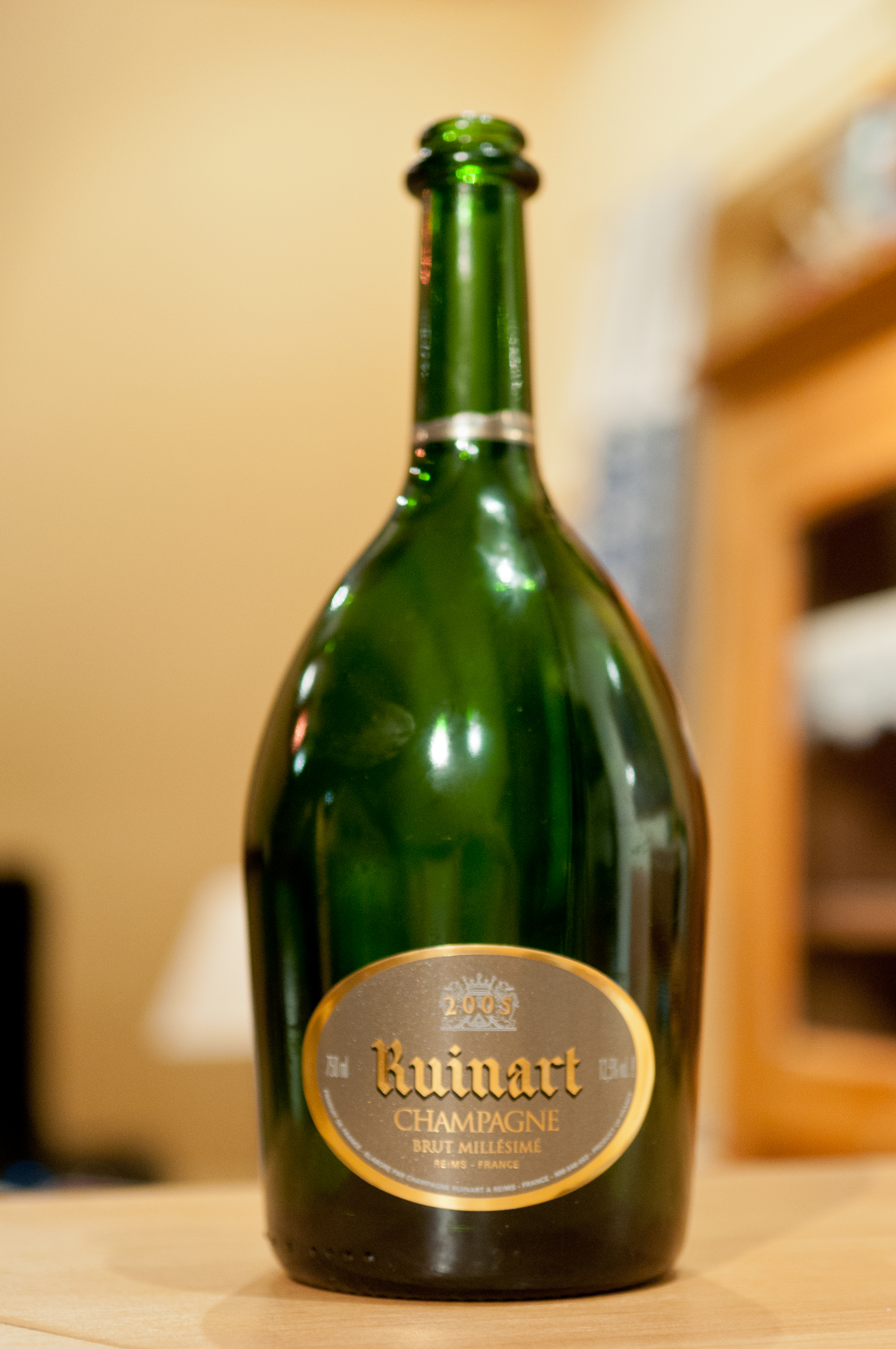
Fles Ruinart Brut Milliésimé 2005

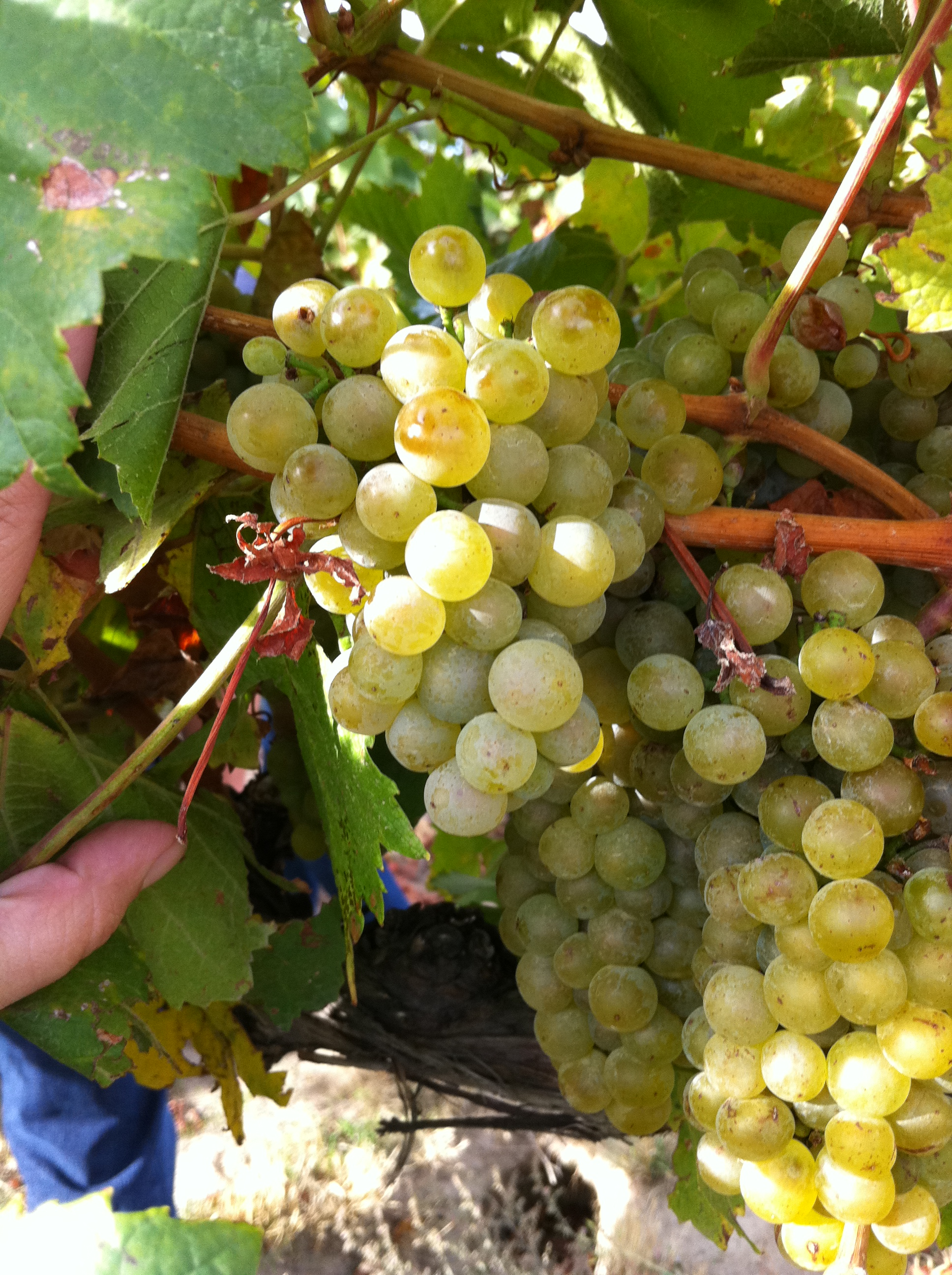
De chardonnaydruif die Ruinart kenmerkt

Ieder champagnehuis heeft een eigen stijl. Bij Ruinart is dat die van een "Maison chardonnay". Dat is bijzonder want Ruinart is in Reims gevestigd waar de nadruk op de verwerking van pinot noir van de Montagne de Reims ligt. Ruinart is een champagne met een groot aandeel chardonnay zoals dat bij de huizen in Épernay gebruikelijk is. Deze champagnehuizen kopen of oogsten de  druiven van de Côte des Blancs bij Épernay.
De vijf cuvées bevatten een oplopend gehalte chardonnay:
- R de Ruinart Brut bevat 45 tot 50% chardonnay.
- Ruinart Blanc de Blancs is uitsluitend uit chardonnay geassembleerd (de Franse naam betekent "wit uit wit" en verwijst naar een witte sprankelende wijn uit witte druiven met helder most) en werd ongeveer drie jaar gelagerd.
- R de Ruinart Brut Millésime bevat meer dan 50% chardonnay en is gemaakt van druiven uit één bepaald jaar.
- Dom Ruinart, de kostbare "Cuvée de prestige" van het huis, is uitsluitend uit chardonnay geassembleerd. Het is een "blanc de blancs".

De twee roséchampagnes van Ruinart worden, om de kleur, gedeeltelijk uit de blauwe druiven van de rassen pinot noir en pinot meunier geassembleerd. 
- R de Ruinart Brut Rosé bevat meer dan 50% chardonnay.
- R de Ruinart Brut Rosé Millésime bevat meer dan 50% chardonnay en is gemaakt van druiven uit één bepaald jaar.

## Het domein

### De wijngaard
Maison Ruinart bezit en beheert twee historisch percelen. Het eerste perceel is een 7 hectare wijngaard bij Sillery, aan de voet van la Grande Montagne. Het tweede perceel heeft een oppervlakte van ongeveer 40 hectare en ligt in Taissy (Marne), geclassificeerd als Premier Cru binnen de Montagne de Reims. Deze wijngaard bestaat voornamelijk uit chardonnay (20 ha) en pinot meunier (20 ha), met wijnstokken die variëren in leeftijd van circa zes tot tweeëntwintig jaar . De grond is typisch krijthoudend – een belemnietenklei die warmte vasthoudt en goed water afvoert, wat karakteristieke frisheid en finesse in de druiven bevordert .
In het verleden werd van de druiven in de Clos d'Adélaide d'Estrees, een wijngaard bij Sillery een bijzondere champagne, de Ruinart Clos de la Maréchale gemaakt.
 Sinds 2014 draagt de wijngaard het keurmerk Viticulture Durable en Haute Valeur Environnementale (HVE), en sinds 2020 wordt er geheel zonder herbiciden gewerkt . Daarnaast is Ruinart in 2021 begonnen met een ambitieus ‘vitiforestry’-pilotproject in samenwerking met Reforest’Action. Dit project beoogt de monocultuur te doorbreken door agroforestry-technieken toe te passen: de aanplant van heggen, bomen en struiken rond en doorheen de wijngaard, verspreid over 4,4 km haag en 800 m² islets, met als doel rond 2023 zo’n 20.000 bomen en struiken aan te planten. Belangrijke inheemse soorten zijn het winterlinde, het haagbeukje, de meidoorn, kornoelje, beuk, wilg, lijsterbes, spindelstruik, en zwarte els.
Deze ecologische ingreep creëert natuurlijke corridors die insecten (zoals lieveheersbeestjes en gaasvliegen), vogels en vleermuizen aantrekken, die helpen bij plaagbeheersing en bodemgezondheid . De beplanting biedt tevens windbescherming, wat het risico op late vorst vermindert, en stimuleert de bodemdiversiteit dankzij bodembedekkers en bloemenstroken . Sinds 2008 is het gebruik van pesticiden met 50 % verminderd door precieze weersstations en geïntegreerde gewasbescherming .o
Ruinart positioneert dit vitiforestry-initiatief expliciet als reactie op klimaatverandering en verlies aan biodiversiteit, en het dient als modelproject binnen de Champagne-regio.
Volgens directeur Frédéric·Dufour is dit “een van de meest toegankelijke en effectieve oplossingen” voor het herstel van ecosystemen in de Champagnestreek. Lokale autoriteiten en de Comité Champagne worden betrokken bij de opschaling van dergelijke duurzaamheidspraktijken.

### 19e‑eeuwse gebouwen

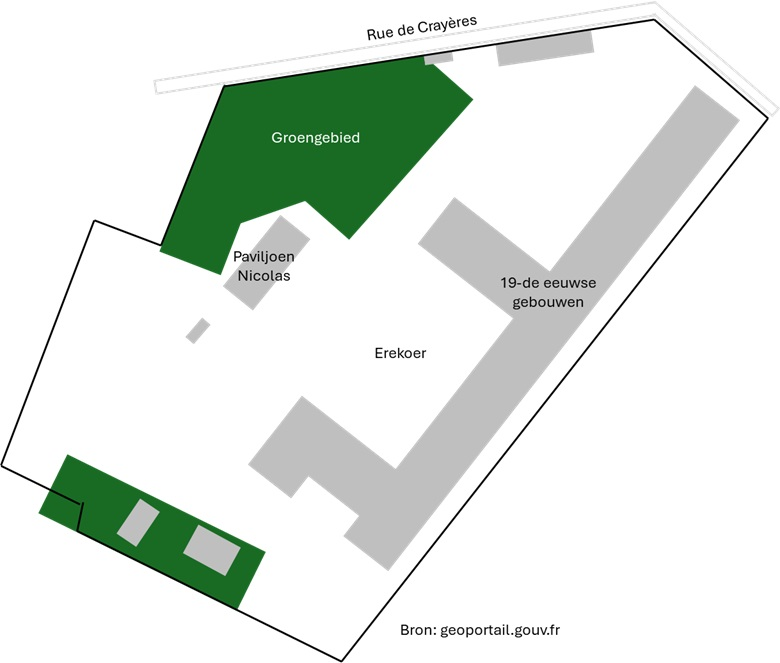
Het domain Ruinart in Reims

Van bij de aankoop van land en crayères, oude krijtgroeven, op een locatie die bekendstaat als Le Moulin de la House in 1768 tot in de 19e eeuw breidde Maison Ruinart zijn aanwezigheid gestaag uit, met als kern een reeks karakteristieke klassieke baksteen- en kalkstenen gebouwen. De U-vormige constructie, ontworpen naar het model van een 19e-eeuwse cavaleriekazerne, werd aangelegd op de restanten van middeleeuwse crayères en aangepast tot productielocatie en bezoekerscentrum.

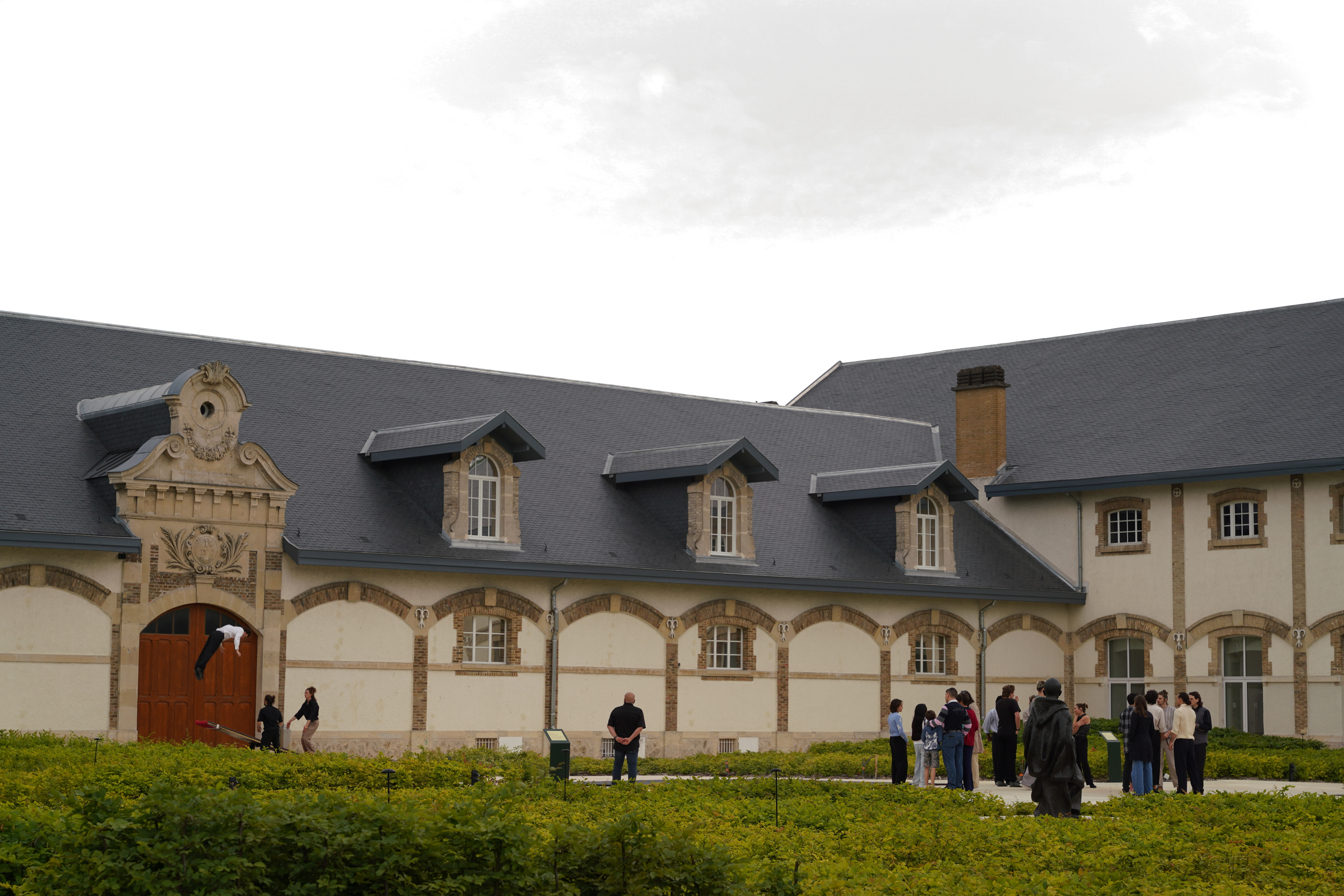
19e‑eeuwse gebouwen vanuit de binnenplaats
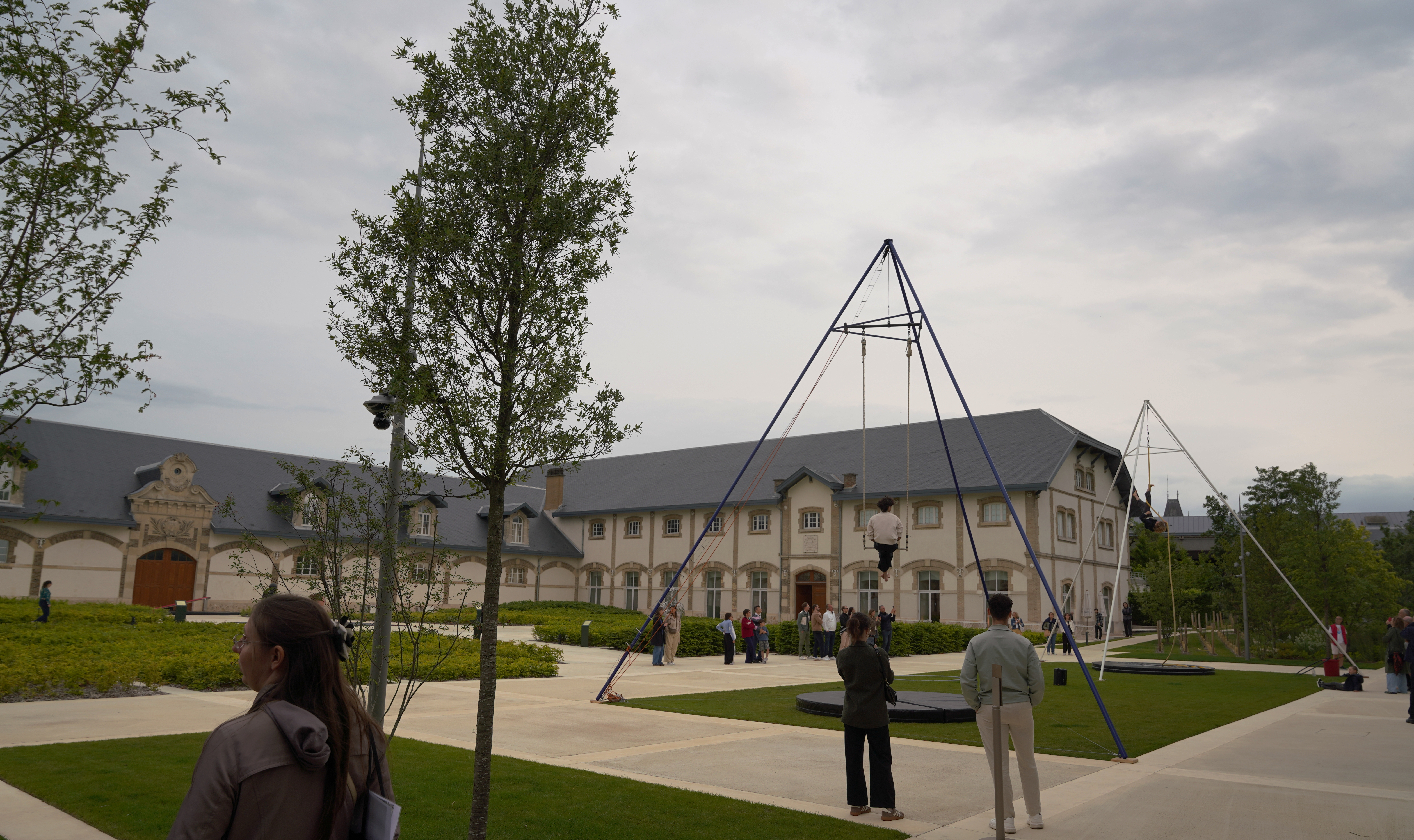
Zicht op de 19e‑eeuwse gebouwen

Het ontwerp – vermoedelijk eind 19e eeuw – volgt klassieke architecturale principes met symmetrische gevels, een zadeldak bekleed met leien en houten dakconstructies, omlijst met zorgvuldig geïntegreerde openslaande deuren en zware eiken balken. De gevels bestaan uit lokale Soissons-kalksteen met sobere natuurstenen omlijstingen rond de vensters en poorten, wat bijdraagt aan de harmonieuze uitstraling die zowel tegen de historische context als tegen de natuurlijke omgeving opvalt.
Binnenin behouden de ruimtes hun authentieke karakter met hoge tongewelven, oorspronkelijke eikenhouten balken en dikke kalkstenen muren. Vooral de open centrale cour – de cour d’honneur – fungeert als symbool van de 19e-eeuwse visie op ruimtelijkheid en onderlinge verbinding van functies voor productie en ontvangst. De sobere, functionele indeling weerspiegelt het industriële en ambachtelijke karakter van toen, maar de lichtinval in de cour geeft tegelijk een ceremonieel tintje.
Belangrijke actoren in de geschiedenis omvatten de familie Ruinart zelf, die vanaf 1830 de crayères uitbreidde, evenals architect Thiérot, die na de verwoestingen van de Eerste Wereldoorlog de faciliteiten restaureerde volgens het oorspronkelijke U-vormige plan champagne. Daarnaast ligt de aanleg van particuliere, representatieve woonhuizen in hetzelfde stedelijk landschap – zoals Hôtel de Brimont door Paul Blondel (1897) – in de milieucontext waarin Ruinart opereerde.
Tot slot spelen deze 19e-eeuwse gebouwen vandaag niet slechts een historische rol, maar zijn zij functioneel geïntegreerd in het actuele bezoekersparcours. Ze vormen het decor voor ontvangst, evenementen en rondleidingen door de crayères. Ze staan in dialoog met het nieuwe Pavillon Nicolas Ruinart, waarbij traditie en innovatie samenkomen in een opgenomen ensemble van heritage, beleving en hedendaagse architectuur.

### Kelders
Ondergrondse uitbreiding vereiste integratie met de kelders: sinds 1830–1860 werden de kalksteengroeven verder uitgebouwd tot een netwerk van kelders —24 galerieën en schachten, tot 38 m hoog— dat in totaal bijna 8 km omvat. Deze ruimtes, met een constant koel en vochtig klimaat, zowel in de zomer als de winter, dienen voor de bottelrijping. Vandaag zijn ze een officieel monument historique en dus een onderdeel van het erfgoed van Maison Ruinart.
De flessen van Ruinart worden lange tijd in deze kelders gelagerd. Een fles R de Ruinart Brut moet daar ten minste drie jaar liggen, de Dom Ruinart moet 9 of 10 jaar rijpen.
Gezien de ligging op de heuvel Saint-Nicaise maken de kelders van het huis sinds 2015 een onderdeel uit van het UNESCO-werelderfgoed “Heuvels, huizen en kelders van de Champagne”.

La colline Saint-Nicaise comprend quatre éléments, dont trois sont en sous-sol – les caves Charles Heidsieck, Ruinart, Pommery et Veuve Clicquot, les caves Taittinger (dans le clos médiéval, sous l’abbaye Saint-Nicaise) et les caves Martel (anciennes carrières réutilisées depuis le XVIIIe siècle) – et la partie aérienne de la colline. (De heuvel van Saint-Nicaise bestaat uit vier elementen, waarvan er drie ondergronds zijn: de kelders van Charles Heidsieck, Ruinart, Pommery en Veuve Clicquot, de kelders van Taittinger (in de middeleeuwse omheining, onder de abdij van Saint-Nicaise) en de kelders van Martel (oude steengroeven die opnieuw zijn gebruikt) (sinds de 18e eeuw) – en het bovengrondse deel van de heuvel.)
— Champagne Hillsides, Houses and Cellars

### Paviljoen Nicolas Ruinart
Het paviljoen Nicolas Ruinart, vernoemd naar de oprichter van het huis, is een hedendaags bezoekerspaviljoen dat op 3 oktober 2024 werd ingehuldigd, vergezeld van een muzikale audiovisuele performance “Echoes” van Michaël Canitrot. Het vormt de kern van een ingrijpende metamorfose van het historische domein, waarbij hedendaagse beleving, cultuur en ecologie hand in hand gaan. Sindsdien is de site, inclusief tuin en bar, toegankelijk voor het brede publiek, waarmee Ruinart zichzelf als cultureel trefpunt profileert bij zijn 300‑jarig bestaan.
Het ontstond na drie jaar ontwerpstudies en nog eens drie jaar bouwactiviteiten. Architect Sou Fujimoto ontwierp het in nauwe samenwerking met interieurarchitect Gwenaël Nicolas en landschapsarchitect Christophe Gautrand, allen geselecteerd door Frédéric Dufour, de voorzitter van Ruinart. Sou Fujimoto liet zich inspireren door de vorm en vluchtigheid van champagnebubbels. Hij creëerde een slank, asymmetrisch volume met een gebogen dak, dat elegant contrasteert met de strakke lijnen van de omliggende 19e‑eeuwse gebouwen. De gevel is opgebouwd uit Soissons‑steen en hout, met een glazen wand die van onder transparant naar boven mat verloopt – een poetische verwijzing naar champagne in wording.

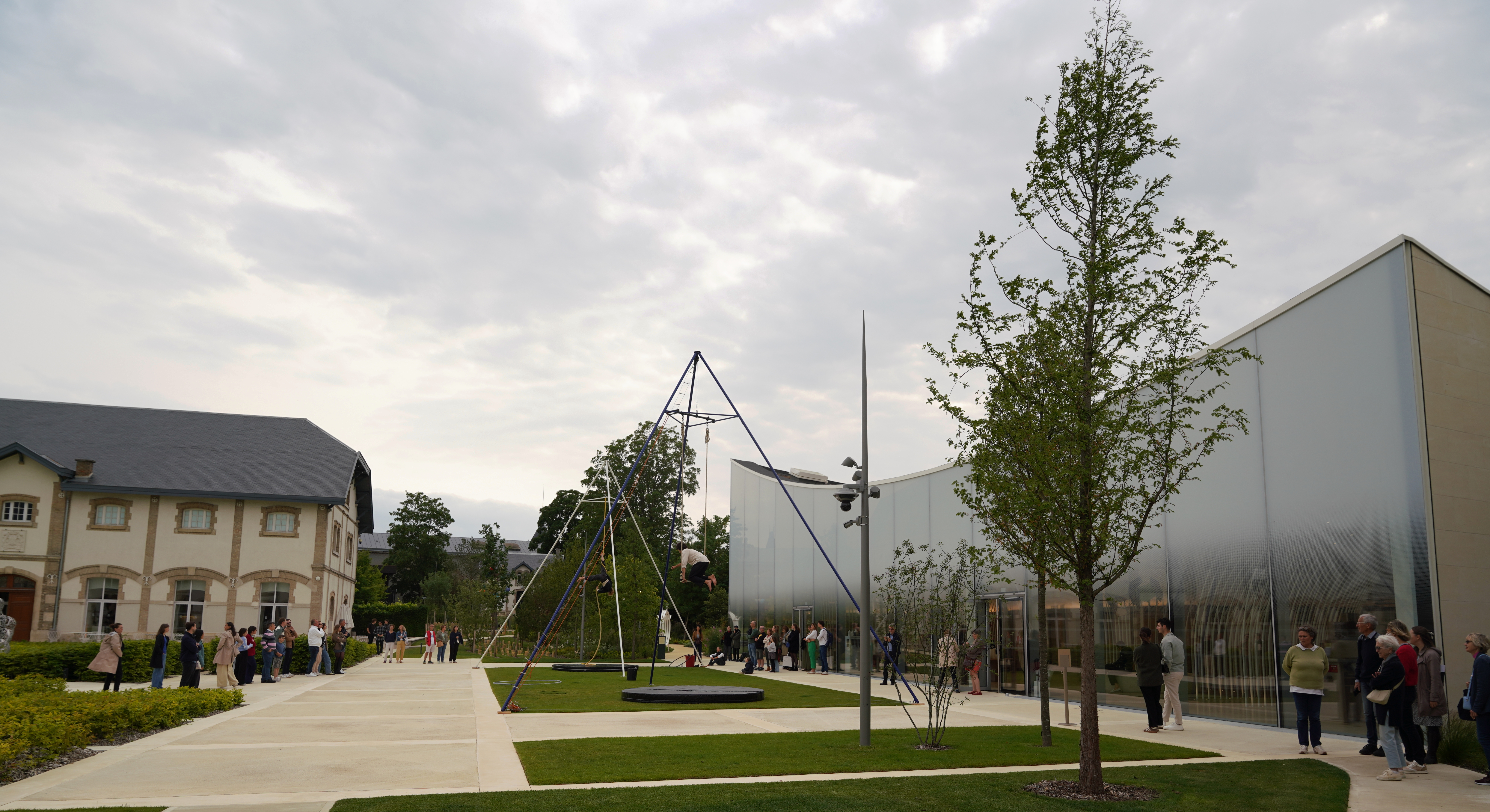
Paviljoen Nicolas Ruinart
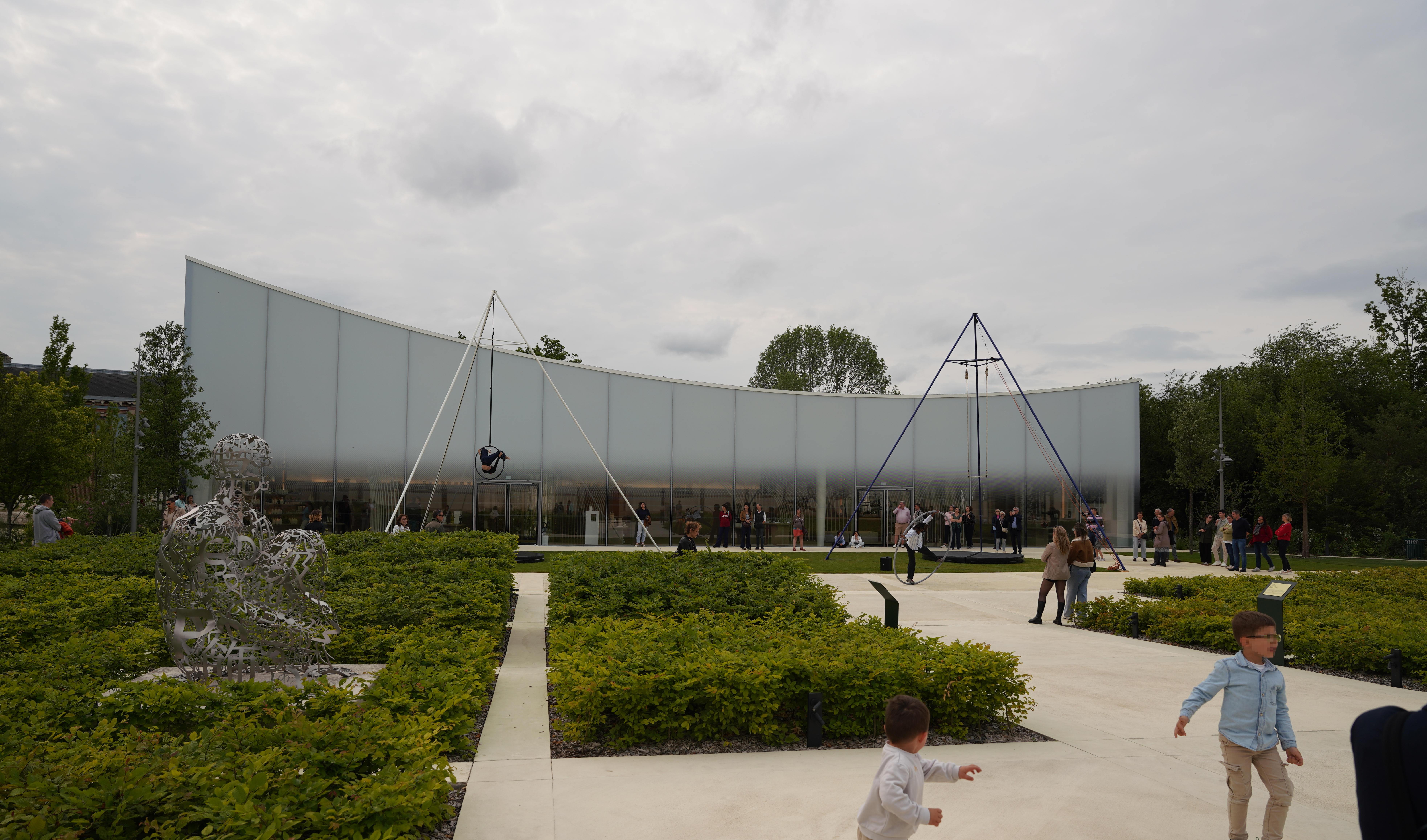
Paviljoen Nicolas Ruinart (frontzicht)

Binnen is het paviljoen een kunstig samenspel van lichte en donkere zones. Bezoekers stappen eerst door een nauwe, schemerige overgang – refererend aan de crayères, de ondergrondse kalksteengroeven – en komen dan in een ruime, lichte ontvangsthal met zicht op de historische gebouwen en de tuinen. De inrichting door Gwenaël Nicolas verdeelt de 1.400 m² (waarvan 700 m² publiek toegankelijk) in zachte salons, de ‘Bar by Ruinart’, boutique-ruimte en een terras met kurkeiken.
Beneden bevindt zich een intieme, exclusieve oenotheek, waar iconische en historische cuvées bewaard liggen in een ‘magic cellar’. Centraal in de ruimte staat een glazen carrousel met eeuwig reflecterende wanden, waarin flessen Ruinart Blanc de Blancs op artistieke wijze worden gepresenteerd en vrij verkrijgbaar zijn.
Milieuvriendelijkheid stond centraal in het ontwerp. Het paviljoen behaalt HQE‑certificering dankzij lokaal gebrûikte materialen (steen, hout, bio‑isolatie), een groen dak, regenwateropvang, zonnepanelen, geothermie, zonnefilters op glas, en een CO₂‑voetafdruk van circa 900 kg per m² – aanzienlijk lager dan de toekomstige Franse norm. Men schat dat het tot 80 % van zijn eigen energiebehoefte produceert.

### Tuin
De buitenomgeving van de 19e-eeuwse gebouwen wordt omlijst door een gepolijste klassieke tuin. Plantenwijzen en symmetrische grasstroken versterken de rigueur van de U-vorm. De cour d’honneur, met zijn geometrische aanleg, functioneert als een fraai bordes dat de bezoeker naar de centrale toegangspoort leidt, en vormt daarmee een kalme tonale overgang van de openbare straat naar het privé-productiedomein.
Rondom het gebouw ligt een 7.000 m² grote beeldentuin van Christophe Gautrand, ontworpen als promenade die overloopt van minerale elementen (kalk, echo van de crayères) naar vegetatie. Er is een uitgekiende keuze van klimaatbestendige beplanting, met onder meer kurkeiken, beuken en inheemse kruiden, zonder kunstmatige beregening om de ondergrondse crayères te respecteren.
De tuin is tevens een openluchtgalerij met circa 110 kunstwerken van 36 hedendaagse artiesten – zoals Marcus Coates, Eva Jospin, Nils‑Udo en Andrea Bowers. Onder de kunstenaars is Coates vooral bekend om een dagelijks wisselend vlaggenkalender met natuurobservaties.

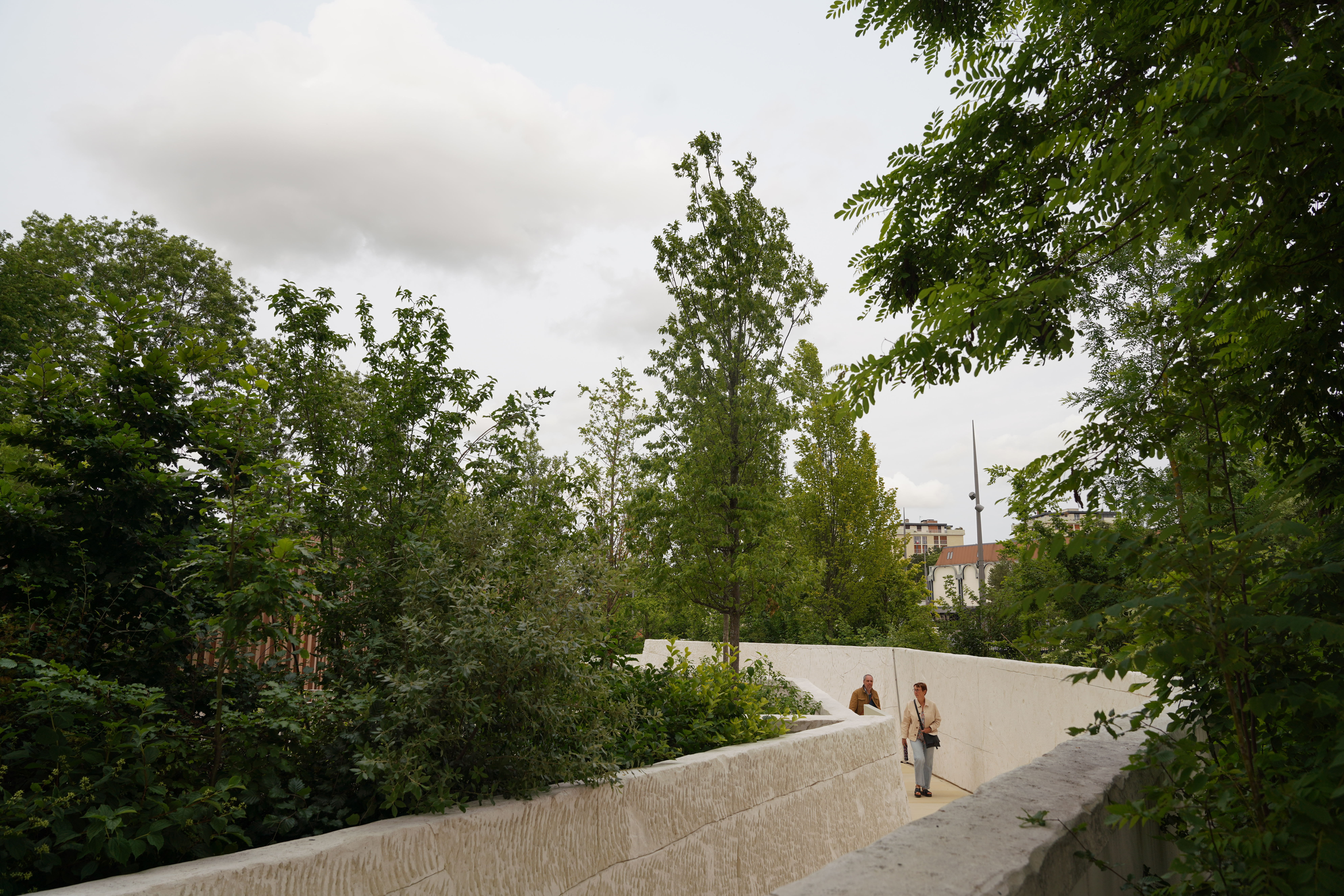
Toegangsweg naar de tuin
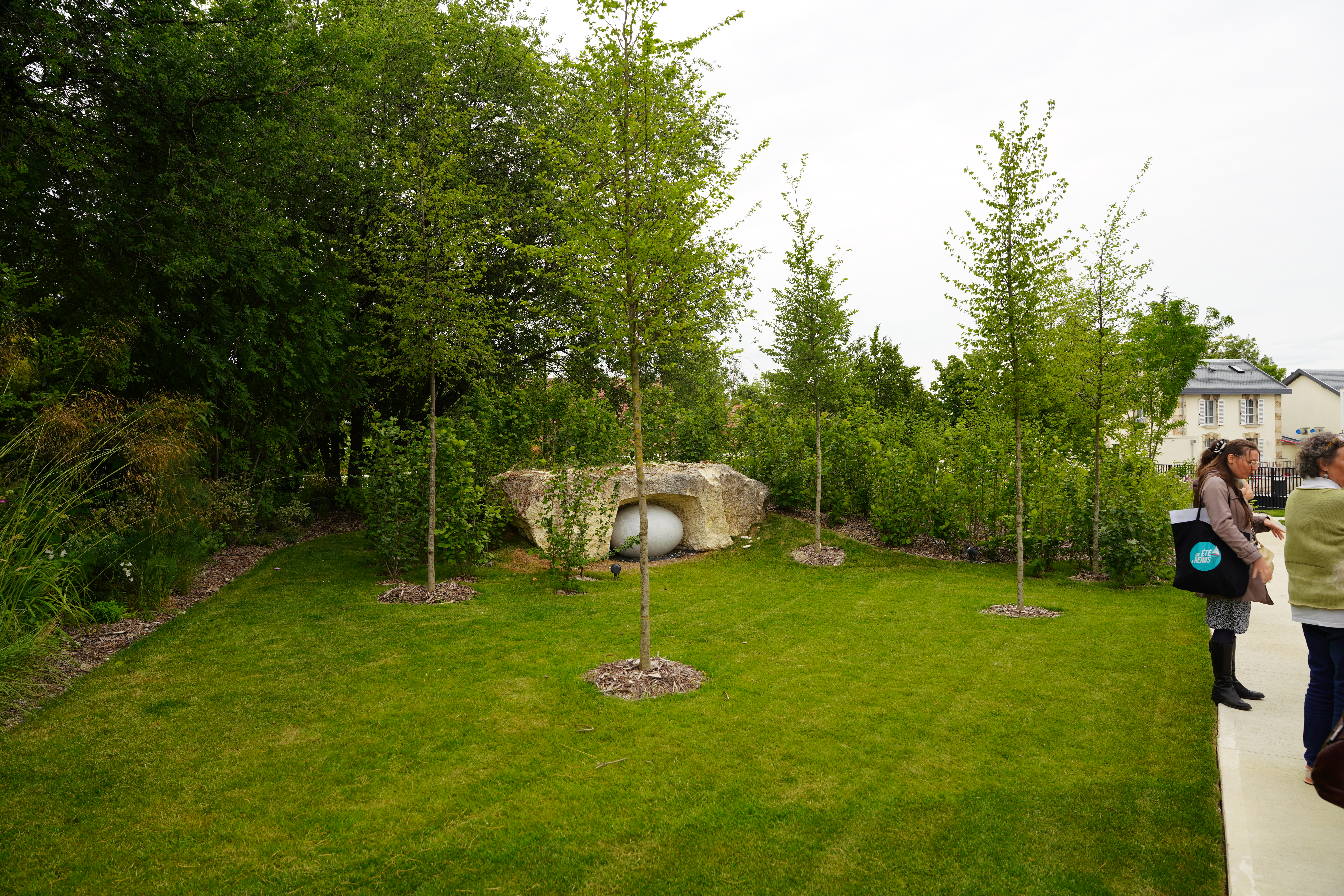
Tuin met kunstwerken
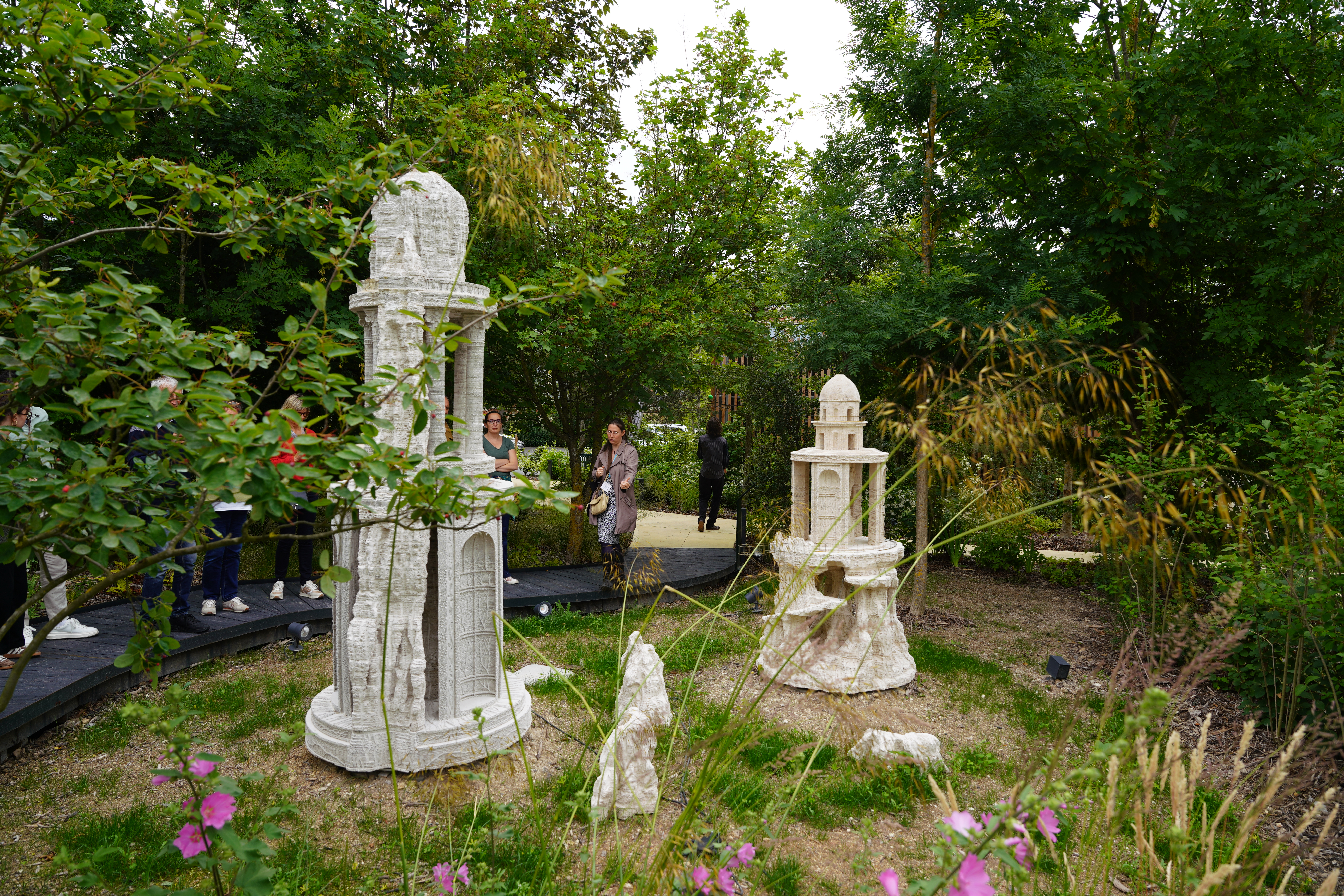
Kunstwerken

## Management
Voorzitters
- 1729: Nicolas Ruinart
- 1769: Claude Ruinart Seigneur de Brimont
- 1798: J.F. Irénée Ruinart Vicomte (burggraaf) de Brimont
- 1826: Edmond Ruinart Vicomte de Brimont
- 1854: Edgar Ruinart Vicomte de Brimont
- 1881: Charles Ruinart Vicomte de Brimont
- 1888: André Ruinart Vicomte de Brimont
- 1925: Gérard Ruinart Vicomte de Brimont
- 1970: Bertrand Mure: de laatste afstammeling van de familie Ruinart
- 1994: Roland de Calonne
- 2004: Bernard Peillon
- 2007: Stéphane Baschiera
- September 2011: Frédéric Dufour

De titel “Vicomte de Brimont” betekent letterlijk “Burggraaf van Brimont”, en is een erfelijke adellijke titel binnen de Franse aristocratie. Brimont is een plaats in de regio Champagne-Ardenne, Frankrijk. De familie Ruinart verwierf daar in de 18e eeuw land en titels. In 1827 werd de titel Vicomte de Brimont officieel toegekend aan de familie door koning Charles X.
Keldermeester: Dit was sinds 2007 tot juli 2025 Frédéric Panaïotis. Van zijn voorgangers is niks publiekelijk gekend.

## Innovatie
Het huis is ook gekend als voortrekker van verschillende innovaties en uitvindingen binnen de Champagne-industrie, vaak in nauwe interactie met ontwikkelingen van andere pioniers: een rijk palet van technologische, artistieke en ecologische vernieuwingen door de eeuwen heen.
Allereerst heeft Ruinart een cruciale rol gespeeld in de vroege expansie van de champagnemarkt dankzij de adoptie van flessenvervoer kort na het edict van Lodewijk XV van 25 mei 1728, dat het mogelijk maakte wijn in flessen te vervoeren. Dit maakte het mogelijk bubbels op langere afstanden te verschepen en positioneerde Ruinart vanaf 1730 als pionier in export en distributie van champagne uitgestuurd als handelsgeschenk.
In 1764 introduceerde Ruinart volgens rug onafhankelijke wijngeschiedenis de eerste rosé champagne: een vroege kunstgrepen waarbij rode wijn (meestal van vlierbes) aan de bubbelwijn werd toegevoegd om een subtiele roze tint en fruitige aroma’s te verkrijgen. Deze vroege rosé markeert een belangrijke stap in de evolutie van roséchampagne.
De wijze van veroudering in de krijtgroeve (crayères) werd eveneens verfijnd. Ruinart verwierf in 1768 de ondergrondse kalksteencuves van Reims — oorspronkelijk Gallo-Romeinse groeves — en ontwikkelde deze uit tot meer dan 8 km aan kelders met een constant koel en vochtig klimaat ideaal voor rijping. De crayères zijn sinds 1931 als historisch monument beschermd en werden in 2015 door UNESCO erkend.
In de 20e eeuw wordt de voortdurende innovatieverankering van Ruinart nog duidelijk: in 1947 besloten ze het huismerk volledig te wijden aan vraag naar Chardonnay voor hun Blanc de Blancs, een strategische keuze die de profilering binnen premium champagnes versterkte.
Recent heeft Ruinart een voortrekkersrol opgenomen in duurzame ontwikkeling. In 2020 lanceerden ze het “Second Skin”-concept – een 99 % papieren, op maat van de fles gemaakte verpakking die het aantal lagen verpakking vermindert en 60 % CO₂‑emissies bespaart vergeleken met traditionele dozen. Deze innovatie combineert ecologisch voordeel met esthetisch ontwerp en verwijst subtiel naar de krijtstructuren van de huisgroeven.

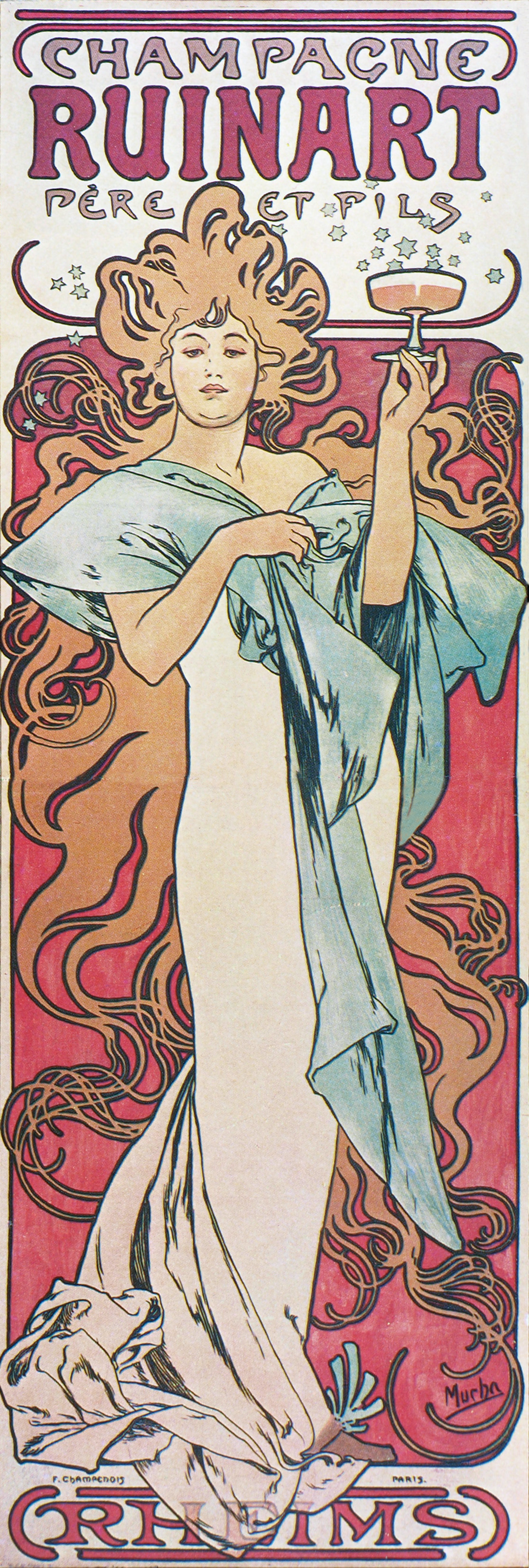
Alphonse Mucha - Champagne Ruinart, 1897

Ook op artistiek vlak toont Ruinart creatieve lef: in 1896 vroegen ze de Tsjech Alphonse Mucha de eerste advertentieposter voor het huis te ontwikkelen. In de 21e eeuw zette Ruinart dit voort door samenwerkingen met designers zoals India Mahdavi, Christian Biecher, Patricia Urquiola en Maarten Baas voor innovatieve accessoires zoals artikel-stoppen of ijselementen.

## Kunst
Sinds het einde van de 19e eeuw werkt het huis samen met gerenommeerde kunstenaars om unieke interpretaties van het merk te creëren. Deze traditie begon met Alfons Mucha, een pionier van de art nouveau-beweging, die in 1896 een poster voor Ruinart ontwierp. Deze Art Nouveau-affiche werd in Parijs en op de top van de Mont Blanc tentoongesteld en wordt beschouwd als een vroege vorm van merkpositionering door beeldende kunst.
De afgelopen jaren heeft Ruinart deze erfenis voortgezet door middel van samenwerkingen met hedendaagse kunstenaars. Zo maakte de Australische kunstenaar Otis Hope Carey een prachtig ontwerp voor de verpakking van Ruinart's Second Skin, geïnspireerd door zijn inheemse erfgoed en de natuur. Deze artistieke samenwerkingen benadrukken niet alleen Ruinarts creativiteit, maar positioneren het merk ook als een beschermheer van moderne kunst.
Ruinart ondersteunt wereldwijd 30 beurzen voor hedendaagse kunst, waaronder Frieze, Art Basel en Tefaf, en een aantal kunstprijzen. Ter voorbereiding op de heropening van Reims heeft Ruinart het residentieprogramma Carte Blanche, dat in 2008 van start ging, omgezet in een collectieve uitnodiging: vorig jaar kregen zes kunstenaars de opdracht om inspiratie te putten uit 4 Rue des Crayères.
Ter gelegenheid van haar eerste deelname aan Frieze Seoul presenteert Maison Ruinart een gelimiteerde oplage van 15 magnums, geschilderd door de beroemde Zuid-Koreaanse kunstenaar Kim Chong Hak. Hij ontwerpt kleurrijke patronen op de tweede huid van het papieren omhulsel en brengt een eerbetoon aan de schoonheid van de natuur en biodiversiteit, wat Ruinarts toewijding aan duurzaamheid weerspiegelt. De volledige opbrengst van de verkoop van deze gelimiteerde oplage werd gedoneerd aan de Boeddhistische Milieusolidariteit.
Voor PAN Amsterdam is champagnehuis Ruinart een samenwerking aangegaan met de Duits-Nederlandse kunstenaar B.D. Graft. Tijdens de kunstbeurs, worden 20 limited edition magnums van Ruinart tentoongesteld. De opbrengsten gaan naar S.O.S. Bos, een initiatief van WWF. De 100% afbreekbare ‘second skin’ van de champagneflessen is voorzien van unieke designs, nummering en een handtekening van deze kunstenaar.